# Freccia Vallone 2014
La Freccia Vallone 2014, settantottesima edizione della corsa, valevole come dodicesima prova del circuito UCI World Tour 2013, si svolse il 23 aprile 2014 per un percorso di 199 km. Fu vinta dallo spagnolo Alejandro Valverde del Movistar Team, giunto al traguardo in 4h36'45" alla media di 43,14 km/h.

## Squadre partecipanti
| N.      | Cod. | Squadra                 |
| ------- | ---- | ----------------------- |
| 1-8     | KAT  | Team Katusha            |
| 11-18   | SKY  | Team Sky                |
| 21-28   | ALM  | AG2R La Mondiale        |
| 31-38   | GRS  | Garmin-Sharp            |
| 41-48   | OPQ  | Omega Pharma-Quickstep  |
| 51-58   | MOV  | Movistar Team           |
| 61-68   | BEL  | Belkin Pro Cycling Team |
| 71-78   | CAN  | Cannondale              |
| 81-88   | LAM  | Lampre-Merida           |
| 91-100  | BMC  | BMC Racing Team         |
| 101-108 | TFR  | Trek Factory Racing     |
| 111-118 | TST  | Tinkoff-Saxo            |
| 121-128 | FDJ  | FDJ.fr                  |

| N.      | Cod. | Squadra                         |
| ------- | ---- | ------------------------------- |
| 131-138 | OGE  | Orica-GreenEDGE                 |
| 141-148 | IAM  | IAM Cycling                     |
| 151-158 | GIA  | Team Giant-Shimano              |
| 161-168 | AST  | Astana Pro Team                 |
| 171-178 | COL  | Colombia                        |
| 181-188 | LTB  | Lotto-Belisol                   |
| 191-200 | WGG  | Wanty-Groupe Gobert             |
| 201-208 | EUC  | Team Europcar                   |
| 211-219 | TSV  | Topsport Vlaanderen             |
| 221-228 | UHC  | UnitedHealthcare Pro Cycling T. |
| 231-238 | COF  | Cofidis, Solutions Credits      |
| 241-248 | MTN  | MTN-Qhubeka                     |

## Ordine d'arrivo (Top 10)
| Pos. | Corridore          | Squadra       | Tempo    |
| ---- | ------------------ | ------------- | -------- |
| 1    | Alejandro Valverde | Movistar      | 4h36'45" |
| 2    | Daniel Martin      | Garmin        | a 3"     |
| 3    | Michał Kwiatkowski | Omega         | a 4"     |
| 4    | Bauke Mollema      | Belkin        | s.t.     |
| 5    | Tom Jelte Slagter  | Garmin        | a 6"     |
| 6    | Jelle Vanendert    | Lotto-Belisol | s.t.     |
| 7    | Michael Albasini   | Orica         | a 8"     |
| 8    | Roman Kreuziger    | Tinkoff-Saxo  | s.t.     |
| 9    | Daniel Moreno      | Katusha       | a 11"    |
| 10   | Philippe Gilbert   | BMC           | a 15"    |